# بعثة باراغواي
بعثة باراغواي كانت بعثةً بحرية تتبع الولايات المتحدة أُرسلت إلى أسونسيون في باراغواي، في العام 1858 للمطالبة بتعويض واعتذار من حكومة باراغواي عن إطلاقها النار، في 1 فبراير 1855، على سفينة البحرية الأمريكية واتر واتش ولإهانات مزعومة ضد شركة باراغواي الأمريكية للملاحة. كان هذا مثالًا على دبلوماسية مدافع الأسطول الأمريكية. وافق رئيس باراغواي كارلوس أنطونيو لوبيز على تعويض عائلات الطاقم.

## الحادث

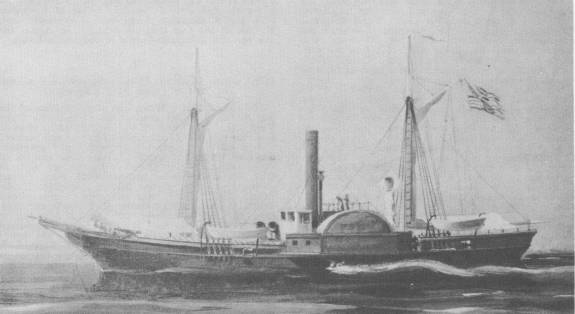
قصفت باراغواي سفينة إس إسواتر واتش مما أدى لإرسال البعثة.

في العام 1858، أذن الكونجرس الأمريكي بإرسال سِرب بحري إلى باراغواي للانتصاف منها إثر قصفها واتر واتش في العام 1855 والذي أدى لوفاة قائد السفينة. عيّن الرئيس الأمريكي جيمس بيوكانان النائب الأمريكي السابق جيمس بولين من ميزوري مفوضًا أمريكيًا لإجراء المفاوضات.
ولإعطاء المصداقية والقوة لمطالب بولين، أمر بيوكانان البحرية لإنشاء قوة من شأنها أن تجبر باراغواي على الامتثال للمطالب الأمريكية. ومع ذلك، تم تعيين اثنين فقط من السفن الشراعية حينها إلى سرب البرازيل، وعدد قليل من السفن البخارية البحرية الخفيفة المتاحة في أي مكان آخر. ولتلبية احتياجات البعثة، استأجرت البحرية سبع سفن تجارية تعمل بالبخار. لم تُعتبر سابين، التي نقلت المفوض بولين إلى بوينس آيرس، جزءً من أسطول البعثة «لأنها لم تكن مصممة للعمل ضد باراغواي، ولعدم قدرتها على الصعود إلى النهر.»
قاد البعثة قائد العلم ويليام ب. شوبريك. غادرت فرقة العمل مدينة نيويورك في 17 أكتوبر 1858 ولكن بالنسبة للجزء الأكبر، سارت 19 سفينة جنوبًا بشكل مستقل. تشكلت سفن البعثة في مونتفيدو في الأوروغواي. وصلت السفينة الأبطأ، يو إس إس إم دبليو تشابين، في 29 ديسمبر. صعدت جميع أساطيل شوبريك نهر ريو دي لا بلاتا وبارانا ونهر باراغواي، باستثناء سفينتين من مونتيفيديو، في 30 ديسمبر. وعند الوصول إلى روساريو تركت السفينتين واتر واتش وفولتون السفن الأخرى إلى أسونسيون مع بولين وشوبريك حيث وصلت قبالة أسونسيون في 25 يناير 1859.
ذهب بولين إلى الشاطئ لإجراء مفاوضات استمرت اسبوعين مع رئيس باراغواي كارلوس أنطونيو لوبيز. ونتيجةً للبعثة، قدمت باراغواي اعتذارًا للولايات المتحدة، وعوّضت عائلة الطاقم واتر واتش ومنحت الولايات المتحدة معاهدة تجارية جديدة ومفيدة للغاية.